# Артюховский сельский совет (Роменский район)
Артюховский сельский совет (укр. Артюхівська сільська рада) — упразднённая административная единица в составе
Роменского района
Сумской области
Украины.
Административный центр сельского совета находился в
с. Артюховка
.

## Населённые пункты совета
- с. Артюховка
- с. Лесковщина
- с. Шумское